# إد كرين
إد كرين (بالإنجليزية: Ed Crane) هو لاعب كرة قاعدة أمريكي، ولد في 27 مايو 1862 في بوسطن في الولايات المتحدة، وتوفي في 20 سبتمبر 1896 في روتشستر في الولايات المتحدة.

## وصلات خارجية
- إد كرين على موقعبيزبول رفرنس.كوم (الدوري الرئيسي) (الإنجليزية)
- إد كرين على موقعبيزبول رفرنس.كوم (الدوري الثانوي) (الإنجليزية)